# Kalas (ort)
Kalas är en ort i Indien.   Den ligger i distriktet Pune och delstaten Maharashtra, i den sydvästra delen av landet, 1 200 km söder om huvudstaden New Delhi. Kalas ligger 560 meter över havet och antalet invånare är 14 858.
Terrängen runt Kalas är platt. Runt Kalas är det tätbefolkat, med 276 invånare per kvadratkilometer. Kalas är det största samhället i trakten. Trakten runt Kalas består till största delen av jordbruksmark.